# Plioumboum, ou un jeu dangereux
Pour plus de détails, voir Fiche technique et Distribution.
Plioumboum, ou un jeu dangereux (Плюмбум, или Опасная игра) est un film soviétique réalisé par Vadim Abdrachitov, sorti en 1986,.

## Synopsis
De prime abord, Ruslan Tchoutko est un adolescent de quinze ans ordinaire qui va à l'école et, à la maison avec ses parents, écoute les chansons de Bulat Okoudjava. Mais pendant son temps libre, il se rapproche des criminels en tout genre, et aussi de leurs proches, afin de fournir l'information à la police. Prenant progressivement goût au jeu dangereux et se délectant de son pouvoir, il trahira toute personne qui aura la faiblesse de lui faire confiance.

## Fiche technique
- Titre : Plioumboum, ou un jeu dangereux
- Réalisation : Vadim Abdrachitov
- Scénario : Alexandre Mindadze
- Photographie : Gueorgui Rerberg
- Musique : Vladimir Dachkevitch
- Décors : Alexandre Tolkatchiov
- Son : Ian Pototski
- Production : Mosfilm
- Pays : URSS
- Genre : drame
- Durée : 97 minutes
- Sortie : 1986

## Distribution
- Anton Androssov : Ruslan dit Plioumboum
- Ielena Iakovleva : Maria
- Aleksandr Feklistov : Roman Ivanovitch
- Vladimir Steklov : Vassili Lopatov
- Aleksandr Pachoutine : Viktor Sergueevitch
- Aleksei Zaiïtsev : Kolia
- Elena Dmitrieva : Sonia
- Zoïa Lirova : Zoïa
- Sergueï Serov : Panov
- Guennadi Frolov : Banane
- Alexeï Gouskov : instituteur